# Scharmbeckstotel
Scharmbeckstotel (niederdeutsch Scharmbeekstotel) ist der südlichste Stadtteil der Kreisstadt Osterholz-Scharmbeck im niedersächsischen Landkreis Osterholz.

## Geographische Lage
Scharmbeckstotel liegt südlich der Langen Heide, einem Geestplateau, auf dem zahlreiche Flüsse ihr Quellgebiet haben; so entspringt nördlich von Scharmbeckstotel die Wienbeck, die in den Scharmbecker Bach mündet. Während der Ortskern auf etwa 20 m ü. NHN liegt, fällt der südliche Teil der Ortschaft rasch in Richtung der Niederung des Flusses Hamme ab.
Die Ortschaft liegt zwischen der Kernstadt Osterholz-Scharmbeck und Ritterhude an der Bundesstraße 74, die zwischen der Kreisstadt und der Siedlung die Bezeichnung „Settenbecker Straße“ und im Ortskern „Hauptstraße“ trägt und spätestens seit der Neusiedlung „Am Brockenacker“ einen Engpass der Strecke darstellt, da die Straße fast den gesamten Pendlerstrom von und nach Bremen aufnehmen muss.

## Geschichte

### Ersterwähnung
Die erste Erwähnung ist durch eine Urkunde von 1218 belegt, in der die Belehnung eines Hofes durch das Kloster Osterholz dokumentiert wurde.

### Besiedelung des Ziegelmoores
Auf Grund der starken Verkehrsbelastung formierte sich 2006 der Widerstand der Einwohner gegen eine Fortsetzung der Besiedlung im so genannten „Ziegelmoor“, da zur Hauptverkehrszeit der vollständige Verkehrskollaps auf der B 74 befürchtet wurde. Ende Mai 2006 wurde das Projekt im Planungsausschuss des Stadtrates gestoppt.
Ob es unter veränderten Rahmenbedingungen, u. a. fand am 10. September 2006 die niedersächsische Kommunalwahl statt, erneut zu einer Vorlage kommen wird, kann nicht ausgeschlossen werden. Spätestens nach dem Bau einer – mittelfristig realisierbaren – Umgehungsstraße wäre den Siedlungsgegnern ein entscheidendes Argument aus der Hand genommen.

### Eingemeindungen
Bis zur Kreisreform war die Ortschaft eine eigenständige Gemeinde im Landkreis Osterholz. Zur Gebietsreform in Niedersachsen wurde sie am 1. März 1974 in die Kreisstadt Osterholz-Scharmbeck eingegliedert.

## Wappen
Das Wappen der früheren Gemeinde Scharmbeckstotel besteht aus den beiden Farben Grün und Silber. Die grüne Farbe soll den landwirtschaftlichen Charakter der Gemeinde verdeutlichen. Die silberne Farbe wurde den Landesfarben des Erzbistums entnommen.
Im oberen Teil ist ein Hifthorn abgebildet, dies ist durch einen überlieferten Brauch entstanden, demzufolge dem jeweils amtierenden Bürgermeister für die Dauer seiner Amtszeit ein Hifthorn übergeben wird, in dem die Namen aller vorigen amtierenden Bürgermeister eingraviert sind. Im unteren Teil ist ein Mühlrad dargestellt. Es weist auf die Wassermühle des Ortes hin.

## Kultur und Sehenswürdigkeiten

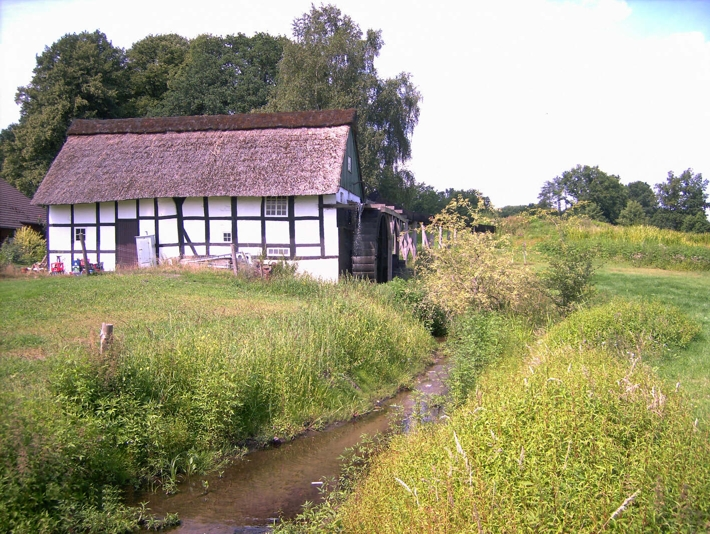
Wassermühle Ruschkamp von den Hammewiesen gesehen

### Bauwerke
- Die Wassermühle Ruschkamp wurde 1620 erstmals urkundlich erwähnt; seit 1662 ist die Zweigängemühle im Eigentum der Familie Wehmann. Das Gebäude stammt von um 1810. Die Mühle wurde 1973 durch einen Brand zerstört, jedoch komplett wieder aufgebaut und 2002 saniert. Die Mühle befindet sich derzeit in einem funktionsfähigen Zustand.[4]
- Häuslingshaus Scharmbeckstoteler Straße 114 von 1804 in Fachwerk

### Vereine
- Sportverein ATSV Scharmbeckstotel von 1902 e. V.
- Bürgerverein „800-Jahre Scharmbeckstotel e. V.“
- Reit- und Fahrverein Scharmbeckstotel e. V.
- Tennisverein TV Scharmbeckstotel von 1978 e. V.
- Erntefestkomitee Scharmbeckstotel e. V. von 1950
- Freiwillige Feuerwehr Scharmbeckstotel

### Regelmäßige Veranstaltungen
- Im September wird das Erntefest gefeiert. Dieses Dorffest wird vom Erntefestkomitee organisiert und das ganze Dorf beteiligt sich an den Umzügen und dem Schmücken der Straßen.
- Im Herbst findet das Kulturevent „Kultur im Dorf“ in der Aula der Grundschule statt.
- Vom 1. bis zum 24. Dezember des Jahres findet die Veranstaltung „Lebendiger Adventskalender“ statt. An jedem Abend in dieser Zeit lädt ein oder mehrere Scharmbeckstoteler Bürger zu Glühwein, Gebäck und Gesang ein.

## Schule und Bildung
- Grundschule (An der Wurth 20): Die Grundschule Scharmbeckstotel ist eine zweizügige Grundschule. Ab dem Schuljahr 2004/2005 wurde die Grundschule in eine „Verlässliche Grundschule“ umgewandelt.
- Kindertagesstätte (An der Wurth 18)

## Sonstiges
- Bundesweite Aufmerksamkeit erweckte die Entführung und Tötung von Dennis Klein; der Schüler einer 4. Klasse verschwand am 5. September 2001 nachts aus einem Landschulheim bei Wulsbüttel und wurde am 19. September 2001 tot in einem Seitenweg der Kreisstraße 135 zwischen Kirchtimke und Hepstedt aufgefunden.
- Sattelmafia: In Deutschland tritt seit etwa 2001 eine Diebstahlserie auf, bei der hochwertige Reitsättel gestohlen werden. Am 16. Februar 2004 schlugen die bundesweit agierenden Täter im Reitstall von Bernd Tietjen zu.
- Am 28. Juli 2005 gab es einen Tornado, der zahlreiche Bäume der B 74 (Settenbecker Str.) entwurzelte. Die Temperatur war dabei von etwa 31 °C auf 19 °C gefallen, die Windstärke erreichte 58 kn. Die Freiwillige Feuerwehr war rund 8 Stunden im Dauereinsatz.